# Rieke Seja
Rieke Seja (* 1999) ist eine deutsche Schauspielerin.

## Leben
Seja wuchs in Vancouver, Cambridge und Berlin auf.  Sie sammelte während der Schulzeit Bühnenerfahrung an der Schaubühne Berlin. Ihr Schauspielstudium begann sie 2019 an der Hochschule für Musik und Theater „Felix Mendelssohn Bartholdy“ in Leipzig. Im Rahmen ihrer Schauspielausbildung war sie seit der Spielzeit 2022/2023 für zwei Jahre am Staatsschauspiel Dresden im Schauspielstudio engagiert.
Seitdem tritt sie in Filmen und Fernsehproduktionen auf, darunter in der Fernsehserie Gestern waren wir noch Kinder.

## Filmografie
- 2017: Through His Eyes (Kurzfilm)
- 2018: Get Lucky – Sex verändert alles (Film)
- 2019: Papa auf Wolke 7 (Fernsehserie)
- 2019: Vietnam, Berlin (Kurzfilm)[3]
- 2020: Blutige Anfänger (Fernsehserie)
- 2023: Gestern waren wir noch Kinder (Fernsehserie)